# Homungella monodontium
Homungella monodontium is een rondwormensoort uit de familie van de Homungellidae. De wetenschappelijke naam van de soort is voor het eerst geldig gepubliceerd in 1966 door Timm.